# Monastîreț, Strîi
Monastîreț (în ucraineană Монастирець) este o comună în raionul Strîi, regiunea Liov, Ucraina, formată numai din satul de reședință.

## Demografie
Componența lingvistică a comunei Monastîreț
     Ucraineană (100%)
Conform recensământului din 2001, toată populația comunei Monastîreț era vorbitoare de ucraineană (100%).